# Жан Лан
Жан Лан (на френски: Jean Lannes) е френски военен деец от епохата на Великата френска революция и Първата империя (1804 – 1812). Редом с Даву и Масена, е сочен за един от най-способните командири от „кохортата на Наполеон“. Известен с безкомпромисната си честност и прямота. Маршал на Франция.

## Ранни години
Жан Лан е роден на 10 април 1769 г., в град Льоктур, департамент Жерс, Югозападна Франция, като четвърти син на търговец на коне. Основна грамотност усвоява от най-големия си брат – абат в епископията в Лектур, но поради липса на средства постъпва като чирак на бояджия в родния си град. Още от детството си прави впечатление с голямата си физическа сила и пъргавост на ума.
С избухването на Френската революция, срещу Републиката е формирана т.нар. Първа коалиция, чиято цел е реставрацията на Бурбоните на трона. След екзекуцията на Луи XVI враждебните отношения преминават в открита война. Новосъздаденият Комитет за обществено спасение отвръща на това с масова мобилизация и усилено набиране на доброволци. В департамент Жер е формиран доброволчески батальон, в който постъпва и Лан. Първоначалните планове са батальонът от Жер да бъде прехвърлен срещу войските на Карл Фердинанд, херцог на Брауншвайг, но дейното влизане на кралство Испания във войната налага изпращането му в Пиренеите.

## Война срещу кралство Испания
Както испанската, така и републиканската армия в Пиренеите са слабо професионални, зле снабдени и неподготвени за мащабни военни действия. В множеството локални стълкновения изпъква индивидуалната храброст на отделни войници, в това число – и на Лан. Бойното му кръщение започва с бягство пред един от редутите на противника, но в края на краищата именно той успява да надвие страха си и дори да организира контраатака, довела до превземане на укреплението. Лан взема дейно участие в редица сражения, сред които и тези при Баньил-сюр-Мер и Вилялонга. Безусловната му храброст и хладнокръвие спечелват доверието на генералите Даву и Жак Франсоа Дюгомие, и скоро той е произведен в полковник. Термидорианската реформа отнема на Лан спечелените отличия, но решен да се посвети на военната кариера, той се прехвърля в Италианската армия, където за командващ през 1795 г. е назначен все още слабо известният генерал Наполеон Бонапарт. Срещата им е крайъгълен камък в живота на Жан Лан. Оттук, до кончината му през 1809 г., съдбата му е тясно преплетена с тази на бъдещия император.

## Италианска кампания
На републиканската армия в Италия новосформираната Директория възлага спомагателни и втроростепенни функции, спрямо силите на Журдан и Моро на Рейн. Целта ѝ е да задържа максимална част от австрийските войски на Апенинския п-ов, докато Рейнската групировка успее да се наложи над коалиционните сили в Централна Европа. Бонапарт обаче залага на бързи и изненадващи маньоври, които му донасят огромни успехи срещу неочакващите сериозен удар австрийци. Лан участва в сраженията при Лоано, Волтри, Милезимо, Дего, Лоди, Басано, Говерноло, Аркола, в последните две от които е ранен три пъти. След сражението при Лоди той е произведен в бригаден генерал лично от командващия, с когото оттук насетне го свързва близко приятелство и доверие. Участва в потушаването на въстания в Италия и в кампанията срещу Папството. При личната им среща през 1797 г. папа Пий VI поднася на Лан ръка за ритуална целувка, но вместо това получава крепко ръкостискане. С договора от Кампо Формио Хабсбургите признават първенството на Франция над по-голямата част от Италия и военните действия са прекратени. За Наполеон обаче войната далеч не е приключила. Тежестта му в политиката на Републиката нараства сериозно след грандиозния успех на Италианската кампания. Това води до един подмолен конфликт за надмощие между основният орган на изпълнителната власт – Директорията от една страна и висшите военни, в частност Наполеон, от друга. По тази причина предложеният от Бонапарт план за военна кампания в Египет е посрещнат с разбиране от правителството, което предпочита своенравния генерал да бъде колкото се може по-далеч от седалището на централната власт.

## Египетска кампания
Походът в Египет е един от най-интересните моменти в епохата на Наполеоновите войни. Плановете на Наполеон далеч надхвърлят военния резултат от инвазията на една османска провинция в Африка. В основата на кампанията лежи стремежът на Революционна Франция да пресече английското политическо и икономическо влияние в Близкия изток и да застраши косвено доминиращата роля на Британската империя в тази част на света, от която тя черпи огромната си стопанска мощ. Идеята на Бонапарт за поход към Индия, макар и доказала се на практика неосъществима, има за времето си сериозна стратегическа обосновка. Жан Лан взима дейно участие във военните действия в Египет и Сирия. Първоначално под командването на Жан-Батист Клебер, а впоследствие и като дивизионен командир той се сражава при Александрия, участва в потушаването на въстанието в Кайро, отличава се при Ел-Ариш и Яфа и е тежко ранен при обсадата на Акра. Изпаднал в безсъзнание пред укрепленията на града, той е извлечен на безопасност от един гренадирски капитан. В знак на благодарност, години след този случай, Лан, вече богат и известен, подарява на капитана странноприемница, в която с удоволствие отсяда когато се намира на път. Възстановен от раняването си Лан се сражава при Абу Кир и е един от генералите, които Наполеон взима със себе си на фрегатата „Мюирон“, на път за Франция, изправен пред очевидния провал на експедицията.

## 18 брюмер
След завръщането си във Франция Наполеон използва външните неуспехи и корумпираността на Директорията, за да привлече на своя страна обществените симпатии и впоследствие да организира един безкръвен преврат, чрез който да се превърне в доминираща фигура във френската политика. На 9 ноември (18 брюмер) 1799 г. е разпуснат Конвентът, а скоро след това е издадена Конституцията от година осма (от Революцията), с която е учреден триумвирен консулат. Въпреки че Бонапарт заема консулата в колегия със Сиейес и Дюко, той се превръща в неформален господар на Републиката и с помощта на войската и тайната полиция започва изграждането на свой едноличен режим на управление. Бързото издигане на Наполеон, съчетано с нетактичния и прям характер на заклетия републиканец Лан, води до постепенно охлаждане в отношенията между двамата. Особено болезнен за генерала е случаят с обмундировката на Консулската гвардия, за чийто началник той е назначен лично от Бонапарт, с изискването тя да придобие вид, отговарящ на представителните ѝ функции. Непремерените разходи по изпълнението стават повод Наполеон да намекне, че Лан е усвоил от средствата, предназначени за новата екипировка, въпреки че истинската причина за крупната сметка по всяка вероятност е финансовата некомпетентност на строевия генерал. В безизходица, Лан се принуждава да погаси дълговете, взимайки голям заем от обогатилия се в хода на военните кампании генерал Ожеро. Лан с горчивина се оплаква на приятели от промененото отношение на Бонапарт. Свикналия с дружеското „ти (tu)“ генерал упорито отказва да се обръща към Първия консул с официалното „Вие (Vous)“. Въпреки това, Наполеон връчва на Лан акредитация за посланик в кралство Португалия, единствената невоенна длъжност, която той заема в кариерата си, в продължение на близо две години – между 1802 г. и 1804 г. Оценките за дейността му са противоречиви. От една страна Лан пренебрегва систематично официалния протокол, например носейки бойна вместо церемониална сабя на срещите си, но от друга поведението му е и едно реално изражение на френската външна политика – агресивна, милитарна, демонстрираща груба твърдост в отстояването на интересите си. Особено обтегнати са отношенията му с британския посланик, като при един случай Лан дори изтиква извън пътя каляската му, притискайки го със своя впряг.

## Втора италианска кампания
През зимата на 1799 г. Наполеон започва осъществяването на повторна кампания на Апенинския п-ов, чиято цел е изтласкването на австрийските сили, възобновили контрола си над Италия по времето на Египетската експедиция. Той отново залага на тактиката на бързото придвижване, на мигновения и неочакван удар, на едновременното действие на няколко фронта, координирано от един гъвкав и грамотен щабен център. Участието на Жан Лан е от съществено значение за крайния успех. Начело на авангарда отхвърлящ предните австрийски постове, Лан преодолява алпийския проход Сан Бернар и първи навлиза в Падания. След сраженията при Аоста и Форт Бард, командваният от него корпус се сблъсква при Монтебело с три дивизии на генерал От и ги разгромява напълно, въпреки неколкократното числено превъзходство на австрийците. Тук ясно проличава огромния талант на Лан в прякото тактическо водене на бойните действия, без предварително разработен план и при неблагоприятно съотношение на силите. В решителното сражение при Маренго командваната от Лан дивизия влиза като резерв, в опит да се уплътни позицията на дясното крило, под началството на генерал Виктор. Именно натам е насочен най-силният натиск на австрийците, опитващи се да излязат във фланг и тил на френската армия. След упорита няколкочасова отбрана и под масирания обстрел на австрийската артилерия, корпусът на Лан, претърпял огромни загуби, започва организирано отстъпление от бойното поле. Спечеленото време обаче се оказва достатъчно за постигането на обрат в наглед изгубеното сражение. Пристигналата в последния момент дивизия на генерал Дезе изненадва напълно командващия австрийската армия генерал Мелас и прегрупираните сили на французите ѝ нанасят съкрушителен удар, който води и докрай на военните действия. Заради огромния си принос за крайния успех на кампанията, през 1808 г. Жан Лан е почетен с титлата херцог Монтебело.

## Кампания от 1805 г.
Докато френската сухопътна армия доминира противниците си на континента, Англия остава сигурно защитена от своя флот и се превръща в ос на антифренските коалиции в Европа. Проваленият десант на острова кара Наполеон, приел короната на „Император на французите“ през 1804 г., да обърне войските си срещу силите на новосформираната Трета коалиция, в която освен Британската влизат и Руската и Австрийската империи. В кампанията от 1805 г. командваните от Лан части (произведен в маршал предната година), влизат в състава на дясното крило на Великата армия, под командването на маршал Йоаким Мюра. Почти анекдотичен е случаят, описан от Лев Толстой във „Война и Мир“, в който Лан, Мюра, Бертран и Белиар успяват да отвлекат вниманието на генерал Ауерсперг, натоварен със задължението да взриви стратегически мост над Дунав. Докато генералите убеждават австрийския командир, че е сключено примирие, сапьорите на генерал Удино разминират моста и френските войски го завземат без нито един изстрел. В битката при Аустерлиц (2 декември 1805 г.) Лан командва лявото крило на Великата армия и допринася съществено за триумфа на френското оръжие. Въпреки това, след сражението, императорът се изказва с пренебрежение за приноса му и жестоко обиденият маршал своеволно напуска лагера на армията, предварително освобождавайки подчинените си. Вероятно осъзнал грешката си, Наполеон не предприема никакви мерки срещу него.

## Кампания от 1806 г. – 1807 г.
Въпреки изваждането на Австрия от военните действия, конфликтът между Франция и старите европейски монархии продължава. Руската армия е понесла тежки загуби в боевете от 1805 г., но е все още напълно боеспособна. Английската дипломация насърчава формирането на Четвъртата коалиция, в която влизат Руската империя, Прусия, Саксония и Швеция. По време на боевете от 1806 г. отношенията между Наполеон и Лан достигат почти мъртва точка. Императорът отказва въобще да говори с недискретния си подчинен. Парадоксално, но разривът между двамата е съпроводен от постоянен растеж на Лан във военната кариера. Той се сражава в жестоката битка при Пултуск, където е тежко ранен, при обсадата на Конингсберг (Данциг) и Йена. В Кампанията от 1806 – 1807 г. блестят най-силно успехите на двама от наполеоновите маршали – Даву и Лан. И ако шедьовърът на Даву е военно-оперативното ръководство на френските сили при Ауерщет, то за Лан този връх е сражението при Фридланд, което и до днес се изучава като образец на военното майсторство при крайно неблагоприятни полеви дадености. На 14 юни 1807 г., при Фридланд (на ок. 40 км югоизточно от Кьонингсберг), Лан начело на Резервния корпус, наброяващ ок. 25 000 души, примамва цялата руска армия под командването на генерал Бенингсен, да изостави началните си позиции и да прекоси река Ала, след което удържа напора на главните руски сили в продължение на няколко часа до пристигането на Наполеон. Увлечена в настъплението си срещу Лан, армията на Бенингсен оголва фланговете си и получава тежък удар от кавалерията на маршал Ней, а френската артилерия и контранастъплението на корпуса на Лан довеждат до катастрофалното ѝ поражение. Битката при Фридланд ефективно завършва не само кампанията, но и бележи край на френско-руското противопоставяне. През юли 1807 г. в Тилзит, двамата императори – Наполеон I и Александър I – подписват договор, който извежда Русия от политическата орбита на Англия я превръща във френски съюзник.

## Испанска кампания
С приключването на конфликта в Централна Европа, Наполеон обръща поглед на югозапад към Иберийския п-ов. През 1807 г. Португалия е анексирана в съюз с Испания, който бързо се обръща срещу самата нея. Френските съюзници тихомълком се превръщат в окупатори и в една бърза и сравнително безкръвна кампания, Кралство Испания се превръща във френски доминион с марионетен монарх – най-големия наполеонов брат Жозеф. Така успешно започнатата офанзива обаче е напът да се превърне в катастрофа. Френската инвазия събужда испанския национализъм и скоро цялата страна се надига срещу окупаторите. Следват редица поражения, които кулминират в капитулацията на генерал Дюпон при Байлен. Решен да смаже съпротивата, през есента на 1808 г. Наполеон лично оглавява Великата армия и навлиза в Испания. На маршал Лан е възложено командването на III корпус, начело на който той триумфира над генерал Кастаньос при Тудела на 23 ноември. Впоследствие поема от генерал Жюно обсадата на Сарагоса и щурмува стените на града на 27 януари 1809 г. Битката по улиците на Сарагоса остава един от най-кървавите и зловещи моменти от Наполеоновите войни. Защитниците се бият упорито за всяка улица и сграда и когато все пак на 20 февруари последната съпротива затихва, градът се оказва на практика обезлюден. Над 50 000 испанци загиват в сраженията. Претръпналият в редица жестоки битки Лан остава потресен от видяното. След завръщането си от Испания, той е завладян от мрачни предчувствия и депресия.

## Последната кампания
През 1809 г., насърчавана от Англия и от заетостта на Наполеон в Испания, Австрийската империя възобновява военните действия. Започва войната срещу Петата коалиция. За кратко маршал Лан се завръща у дома. Обикновено весел и общителен, в Париж той е обхванат от мрачно и мълчаливо настроение. В разговор насаме с императрица Жозефина, ѝ споделя че има лошо предчувствие за предстоящата война. Дарява сериозни суми в полза на църквата и за първи път от години присъства на меса, където получава причастие, оказало се и последно за него. Войната наистина е една от най-тежките, водени от Наполеон. Въпреки че през октомври същата година Австрия отново капитулира с договора от Шонбрун, жертвите дадени и от двете страни са огромни. Жан Лан, командващ Втори корпус, участва в сраженията при Екмюл и Ландсхут и в хода на кървавата обсада на Ратисбон лично повежда една от щурмовите колони в атака срещу стените на града. На 21 – 22 май се състои битката при Асперн-Еслинг. Лан заема позиция на десния фланг на френската армия и в продължение на целия 21 май удържа най-яростните атаки на австрийците срещу отбранявания от него Еслинг. На следващия ден той е принуден да отстъпи от позициите си. С напредването на деня австрийците преустановяват натиска си, но продължават да бомбардират френските части. Смятайки че сражението за деня е приключило Лан се спира при стария си познат генерал Пузе. Увлечени в разговор те не забелязват един долитащ снаряд, който разкъсва Пузе и буквално „окъпва“ маршала в кръв. Потресен, Лан сяда на земята, обхванал лицето си с ръце, където го застига друг по-малък снаряд, раздробявайки коляното на единия му крак и разкъсвайки меките тъкани на прасеца на другия. Той бързо е изнесен в полеви лазарет, където близкият му приятел д-р Ларей ампутира по-тежко засегнатия крайник. След първоначалното подобрение другият му крак се инфектира и също е ампутиран. На 31 май, рано сутринта, след мъчителна агония, Жан Лан издъхва в Еберсдорф. Тялото му е пренесено в Париж и положено в Пантеона. Фаталното раняване изтрива всички натрупани с годините противоречия между него и Наполеон. Няколко дни преди това императорът лично помага на падналия в Дунав Лан да излезе на брега, при което и двамата, официално облечени, се покриват с кал. Сега, при вида на стария си другар, Наполеон за втори и последен път в живота си изпада в ридания. Съществуват различни мнения за характера на последната им среща. Според някои автори умиращият Лан отправя тежки упреци към Наполеон. Мемоарите на последния обаче с нищо не подкрепят тази теза.

## Характер
Великата Френска революция има характера на катаклизъм за френското общество. На ръководни постове в държавното управление и армията се издигат хора, чиито произход е блокирал възможността им за изява в миналото. Този „естествен подбор“ довежда на предна линия личности с разнообразен морален профил, но неизменно заредени с амбиция, смелост и самоувереност. Жан Лан е именно такъв „homo novus“, човек който дължи издигането си единствено на своето дръзновение и природна интелигентност. Огромната му лична храброст е безспорна, но това, което го отличава от множеството талантливи френски командири от епохата, е неговата прямота. През целия си живот той остава чужд на дворцовите интриги и куртоазните маниери, и то, като основна фигура в един имперски елит, който в много отношения дори засенчва помпозността на двора на Бурбоните. Грубоватата искреност на Лан му печели много неприятели. Известно е, че още на младини участва в дуел. На няколко пъти, вбесен от държанието им, той стига почти до бой с маршалите Мюра, Султ и Бесиер. Невъздържаността му е причина и за разрива с Наполеон. От друга страна източниците са почти единодушни, че той е най-близкият му приятел и единственият, чието отношение към императора никога не е зависело от правилата на чинопочитанието. По всяка вероятност Лан е такъв морален репер, с който дребният корсикански благородник е имал нужда да се съизмерява в бурния си възход. От друга страна самият Бонапарт оказва сериозно влияние върху характера на Лан. Императорът отбелязва, че с времето разумът на генерала все по-често взема надмощие над буйния му темперамент. В известен смисъл Наполеон си приписва, не без основание, основна роля в оформянето на Лан като личност и военен.

## Военен принос
Без съмнение Лан е един от най-талантливите висши военни в епохата на Наполеоновите войни. Въпреки че така и не получава академично военно образование, той притежава ред качества, които го превръщат в емблематична за времето си военна фигура: бърз, буден и експанзивен ум, самообладание, рязък и смел, но не авантюристичен характер. Дори в една епоха, когато присъствието на генералите на предната бойна линия е нещо обикновено, храбростта му изпъква и прави уместни сравненията с „най-храбрия от храбрите“ – Мишел Ней. Това е и основната причина Лан да разполага с безусловната преданост на своите войници. Илюстративен е случаят при обсадата на Ратисбон. След няколко неуспешни атаки срещу укрепленията и видимото обезкуражаване на войниците, четиридесетгодишният Лан сваля военните си отличия, взема стълба и лично повежда атакуващата колона в щурм, довел до пробив и превземане на града. В друг случай, по време на войната срещу Папството, генералът придружаван от малък антураж военни, откъснат от основните сили, се сблъсква с вражески отряд от около 300 души. Без да се притеснява от десетократното числено преимущество на папските гвардейци, Лан издърпва сабята си и им изкрещява да се предадат. След кратко колебание лоялните на папата войници слагат оръжие. Наполеон използва Лан като конструктивен фактор за изпълнение на тактическия си военен план. Обикновено командваният от него корпус поема най-тежкия удар на вражеската групировка до изчерпване на резервите, положение при което противникът става далеч по-лесно уязвим за контраатака и обходни маньоври. Противно на казаното дотук, Лан далеч не е само отбранителен тактик. Това се доказва в сражения като Монтебло, Фридланд, Тудела, Ратисбон. Ударите нанасяни от неговите части са концентрирани, мощни и обикновено разцепват защитната линия на врага. Всъщност маршалът от Льоктур е нещо много повече от даровит командир – той е продукт, но и олицетворение на една нова военна доктрина, която превръща френската армия в най-могъщата за времето си военна сила.

## Семейство
Жан Лан е четвърти син на Жане Лан и Сесил Полиняк. Самият той се жени два пъти: през 1795 г. за Полет Мерик и през 1800 г. за Луиз Антоанет, от които има общо шест деца – Жан-Клод от първия брак и Луи Наполеон, Алфред, Жан-Ернест, Густав и Луиз от втория. Най-възрастният му син е произведен пер на Франция от Луи XVIII.

## Отличия
Жан Лан е кавалер на следните отличия: Ордена на Почетния легион, португалския Орден на Христовия кръст, руския Орден на свети Андрей Първозвани, саксонския Орден на свети Хайнрих. През 1804 г. получава от Наполеон маршалски жезъл и е удостоен с титлите херцог Монтебело, принц на Сиевр и генерал-полковник на Швейцарската гвардия.